# Grad Stari Haerlem
Grad Stari Haerlem je bil zelo močan grad na Nizozemskem. Leta 1351 je bil po dolgem obleganju porušen.

## Lokacija
Lokacija gradu Stari Haerlem je na vzhodnem obrobju današnjega Heemskerka, zahodno od Amsterdama. Nahaja se 400 metrov južno-jugovzhodno od gradu Assumburg, ki verjetno prav tako izvira iz 13. stoletja, vendar je bil takrat precej manjši. Nekoliko severneje severozahodno od Assumburga je bil grad Poelenburg, od katerega ni ostalo nič. Približno tri kilometre severno severozahodno od Starega Haerlema je grad Marquette, ki se je včasih imenoval grad Heemskerk. Grad Marquette je bil velik okrogel vodni grad, od katerega so šele pozneje ostali kvadratni deli.
Nenavadno visoka koncentracija gradov na tem območju je bila povezana s sodobno geografijo območja. Zemljevid iz leta 1708 še vedno kaže, kako je IJ v srednjem veku segal daleč v notranjost. Nadaljeval se je v zdaj izginulem Wijkermeerju in pustil le sipine in zelo ozek pas zemlje, ki povezuje dele Nizozemske severno in južno od IJ. Domnevajo, da so holandski grofje želeli ustvariti obrambno črto na tem ozkem pasu zemlje, da bi lahko zaustavili vdore iz Zahodne Frizije naprej proti severu.

## Značilnosti gradu

### Glavni grad
Glavni grad ni bil odkrit pred letom 2019. Sestavljen je bil iz zelo velikega kvadratnega gradu vsaj 45 x 45 metrov. Ta je verjetno imel  okrogle stolpe na vseh vogalih, vendar to ni povsem gotovo za vse vogale. Znotraj glavnega gradu je bilo veliko kril ali zgradb. Podrobnosti niso znane, vendar se zdi, da so bili na notranji strani vseh štirih sten. 
Velikost glavnega gradu je vidik, zaradi katerega je poseben. S 45 x 45 metri je kvadratni grad približno dvakrat večji od kvadratnih gradov gradu Ammersoyen s 27 x 25 m in gradu Muiden (32 x 35). Prav tako je bistveno večji od gradu Medemblik (37 x 40) in gradu Helmond (35 x 35).
Datum izgradnje glavnega gradu je postavljen v sredino trinajstega stoletja. Na ta datum so razbrali keramiko iz tistega časa, ki je bila najdena med deli na mestu glavnega gradu v letih 2000-2001. Če je tako, datum izgradnje glavnega gradu premakne nazaj datum pojava kvadratnega gradu na Nizozemskem pred vladavino Florisa V., holandskega grofa (vladal 1266-1296).

### Zunanje obzidje
Zunanje obzidje gradu Stari Haarlem je bila skoraj pravokotna struktura z enim stolpom, ki je štrlel na jugovzhodnem vogalu. V središču je vzpetina z veliko ruševin. V rekonstrukcijah naj bi bil tam prisoten donžon. V severozahodni četrti je stal objekt velikosti 7 krat 10 metrov, verjetno stavba. Preden so odkrili glavni grad, so menili, da je glavni grad zunanje obzidje. 

### Predgradje
Nizozemska beseda voorhof se dobesedno prevede kot "pred dvorom". V nizozemščini se lahko nanaša na teren, ki je obdan z obrambnimi zidovi, in se nato prevede kot "zunanje obzidje". Velja lahko tudi za teren, ki je le obdan z vodo ali preprosto ogrado. V redkih primerih, ko ima grad zunanje obzidje in teren brez jasnih obrambnih zidov,  so Nizozemci primerni za uporabo voorburg (predgradje) do utrjenega terena in voorhof na neutrjen teren.
Voorhof Starega Haarlema je bil ogromen. To je bil teren, ki je obdajal celoten glavni grad in približno polovico zunanjega obzidja. Na severnem delu voorhofa so bile tri strukture, najverjetneje zgradbe. Ena od teh je bila precej velika, približno 30 krat 17 metrov. Na jugovzhodnem vogalu voorhofa je bila okrogla struktura, ki bi lahko bila obrambni stolp ali mlin na veter na vrhu (takšnega) stolpa. Sredi južne strani je bil most navzven.

### Mogočen obrambni obod
Čeprav sta bila grad in zunanje predgradje velika, nista tako izjemna. Nasprotno pa je bil obrambni obseg teh zgradb izjemen. Posnetki območja iz zraka dajejo vtis tabora rimske legije in potrjujejo arheološke raziskave.
Raziskave so pokazale jarek v obliki '8' okoli glavnega gradu in zunanjega predgradja. Zahodni del tega jarka je bil del velikega jarka, ki je obdajal glavni grad, zunanje obzidje in voorhof. Zunaj tega jarka je bil ozek pas zemlje, obdan z drugim popolnim jarkom. Vsaj na južni, zahodni in vzhodni strani se je ta vzorec ponovil. Zato je bilo treba, da bi prišli do glavnega gradu, prečkati 3-5 jarkov. To se zdi ekstremno, vendar je še vedno vidno na mestu.

## Zgodovina

### Gradja gradu
Približno leta 1248 so zgradili več gradov v bližini Heemskerka in Beverwijka po ukazu holandskega grofa Viljema II . Grad Stari Haarlem je bil eden izmed teh. Takrat se je imenoval "Het huys tot Heemskerck". Ime Stari Haarlem izvira iz časa po uničenju gradu.

### Prvi gospodarji Starega Haarlema
Leta 1248 sta viteza Simon Haarlemski in njegov svak Wouter Egmondski kupila grofov fevd 'Hofland', zelo veliko posest. Ime "Van Haerlem" pomeni "iz Haarlema ", ne "gospodar Haarlema". Simon se je nato preselil v Heemskerk in dal parcelo svoje hiše v Haarlemu karmeličankam, ki so na njej ustanovile samostan. Simon je bil tudi prvi ambachtsheer iz Heemskerka, kar pomeni, da je imel neko avtoriteto, s katero se zdaj večinoma ukvarjajo občina in nižji sodniki. Simon je umrl leta 1280 in nasledil ga je njegov sin Viljem. Sledil je Viljemov nečak Jan Bergenski, ki je umrl leta 1321. Grad je nato ponovno prešel v roke holandskih grofov.

### Polanenski
Leta 1327 je bil grad Stari Haarlem prodan Janezu I., gospodu Polanenskemu (okoli 1285-1342), s pogojem, da bo odprtih vrat za grofa. Janez je bil polbrat očetovega naravnega sina Viljema Duvenvoordskega (1290-1353), financerja in ljubljenca zaporednih grofov Holandije. Cena le 100 funtov se zdi nekoliko nizka in je bila taka verjetno zaradi vpliva Duvenvoordskega.
Naslednji gospod je bil Janez II. Polanenski (okoli 1325-1378). Bil je ljubljenec Margarete II., grofice Hainautske, in je dobil "Huyse dat geheeten es te Hairlem" z visoko pristojnostjo.

### Obleganje in uničenje gradu
V vojnah trnkov in trski so Duvenvoordski in Polanenski pripadali vrhu stranke trnkov. Februarja 1351 se je grof Viljem Bavarski (Viljem V. Holandski) vrnil v Holandijo. Kmalu zatem so se začeli resni boji. Viljem je začel s kampanjo proti gradovom frakcije trsk.
Medtem ko je večina gradov trsk hitro padla, to ni veljalo za Stari Haarlem. Ocenjuje se, da je obleganje trajalo do 11 mesecev. Znano je, da je oblegovalna oprema zajemala uporabo ene ali več blijde ali trebušetov. Dolgotrajno obleganje se je končalo z napadom.

### Ruševine
Po obleganju je bil večji del gradu porušen. Leta 1379 se omenja teren, kjer je bil nekoč grad. Leta 1551 je opisan kot teren, kjer je bil nekoč grad, z notranjim in zunanjim obzidjem, dvojnimi jarki in "singeli".
Ves ta čas so ruševine uporabljali kot kamnolom. To je povzročilo večkratne proteste lastnikov, ki so želeli dobiti plačilo za kamne. Medtem je ruševine narisalo več umetnikov. Leta 1866 so ogromen del terena izkopali, da so pridobili kamenje za obnovo gradu Brederode. V sedemdesetih letih dvajsetega stoletja je teren postal državni spomenik.

## Arheološke preiskave

### Izkopavanja na zunanjem obzidju
Leta 1943 je Jaap Renaud vodil zelo kratko preiskavo na terenu gradu Stari Haarlem. Med letoma 1960 in 1962 je Renaud vodil resnejša izkopavanja na tem, kar danes velja za zunanje obzidje gradu. Izkopavanje ni bilo dokončano, ampak je temeljilo na rovih, izkopanih skozi teren.
Renaud je našel grad s skoraj pravokotnim tlorisom. Imel je dva okrogla stolpa na zahodnih vogalih, kvadraten (vratni?) stolp v središču severne strani in izstopajoč kvadraten stolp na jugovzhodni strani. Renaud je ta teren označil za zunanje obzidje gradu Stari Haarlem in domneval, da je bil glavni grad vzhodno od njega.
Renaudova preiskava ni bila nikoli ustrezno razdelana. Poskus tega je v osemdesetih letih propadel. Po Renaudovi smrti se je pojavilo pomembno gradivo  in leta 2010 sta ga arheologa Jean Roefstra in E.H.P. Cordfunke ponovno začela preučevati. Ena od stvari, ki so jo ugotovili, je, da je puščica kompasa na zemljevidu, ki ga je objavil Renaud, napačna. Nadalje so našli majhen jarek okoli še obstoječe vzpetine znotraj terena zunanjega obora. Ta majhen jarek je omenil tudi Renaud, vendar je ovrgel njegov obstoj. Izkazalo se je, da je bil jarek zasut v 13. stoletju. Keramične najdbe so pokazale keramiko iz sredine trinajstega stoletja okoli vzpetine ter keramiko poznega trinajstega in štirinajstega stoletja okoli stene zunanjega obzidja.
Zaključek Roefstrajeve študije o Renaudovih izkopavanjih in poznejših najdbah je bil, da se je grad začel kot stolp ali donžon na vzpetini na zunanjem oboru sredi 13. stoletja, ki ga je verjetno zgradil Simon Haarlemski. Njegovi nasledniki so zasuli jarek okoli donžona in zgradili obročast zid ali enceinte z vhodom v kvadratnem stolpu, ki štrli na jugovzhodni strani. Majhen kvadratni stolp na sredini severne stene je omogočal dostop do zunanjega obzidja. V tej razlagi je zunanje obzidje glavni grad.

### Preiskave 2019-2021
Leta 2019 je bila opravljena predhodna preiskava, da bi ugotovili najučinkovitejšo tehniko za raziskovanje območja brez dejanskega kopanja. Preiskovalci so preizkusili radar, ki prodira v tla (GPR), magnetometrijo (MAG) in elektromagnetno indukcijo (EMI). Vse to so tehnike, ki lahko najdejo strukture na terenu. Tako MAG kot EMI sta se izkazala za zelo učinkovita, predvsem zaradi kombinacije s tehnologijo geopozicioniranja. Medtem je uporaba Actueel Hoogtebestand Nederland z nekaj programske opreme razkrila zelo veliko 45 x 45 m kvadratno grajsko strukturo, ki se danes šteje za glavni grad.
Preiskovalci niso takoj prišli do zaključka, da je velika zgradba glavni grad. Junija 2020 so še vedno mislili, da so našli zunanje obzidje, ki ga Renaud ni mogel najti.